# Tadesse Belayneh
Tadesse Belayneh (* 24. April 1966) ist ein ehemaliger äthiopischer Marathonläufer.
Beim im Rahmen des London-Marathons ausgetragenen IAAF-Weltcup-Marathon 1991 kam er auf den 25. Platz. 1994 wurde er mit seiner persönlichen Bestzeit von 2:11:30 h Zweiter beim Venedig-Marathon. Im Jahr darauf siegte er beim Rom-Marathon auf einer 700 m zu kurzen Strecke in 2:10:13.